# Talk ohne Gast
Talk ohne Gast ist ein deutschsprachiger Podcast, der von den Comedians Till Reiners und Moritz Neumeier moderiert wird.

## Geschichte

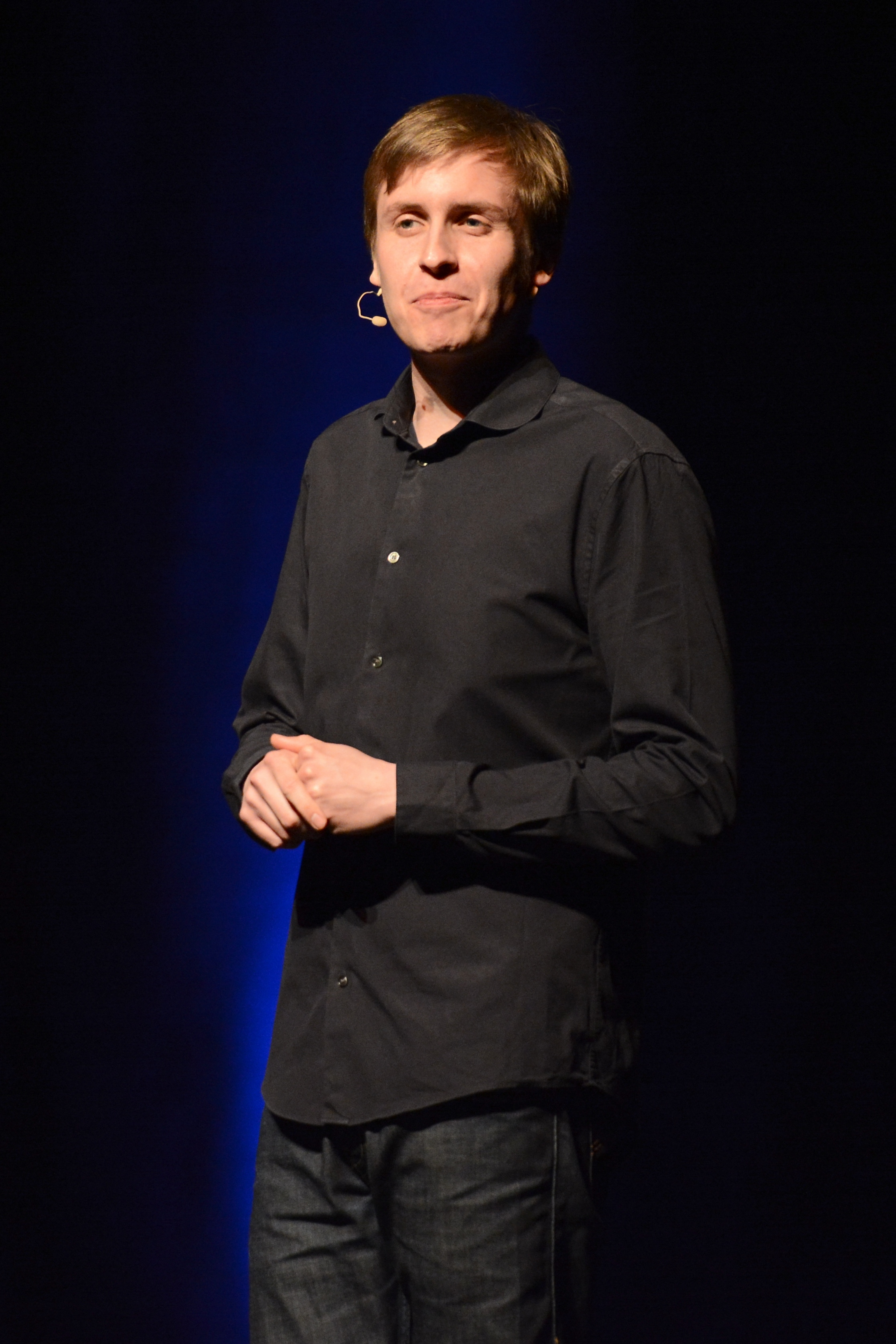
Till Reiners

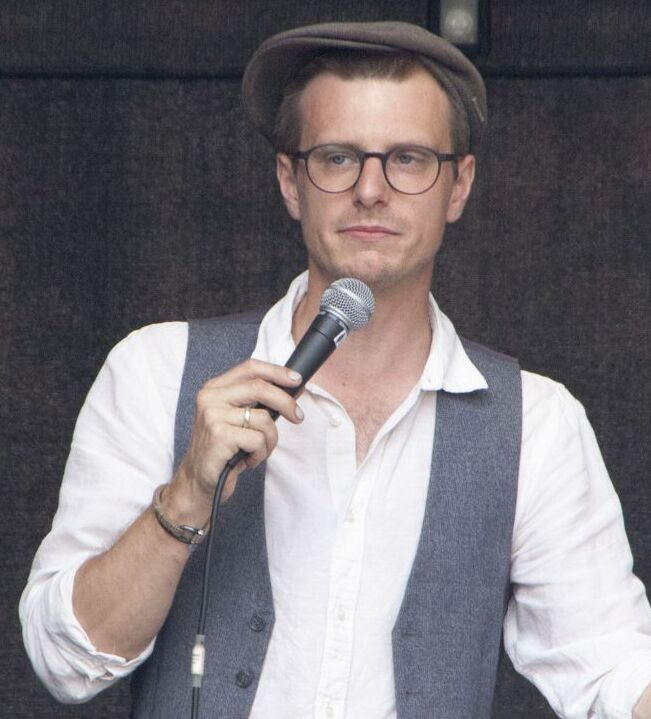
Moritz Neumeier

Reiners und Neumeier moderierten seit dem 19. Mai 2017 zunächst im zwei Wochen Takt sonntags im Radio. Zudem wurde freitags eine Podcastfolge auf YouTube veröffentlicht. Seit dem 4. September 2020 wird der Podcast wöchentlich freitags auf den gängigen Podcast-Plattformen Spotify, Google Podcasts und Amazon Music sowie der ARD-Audiothek und der Website des Radio Fritz des RBB veröffentlicht.

## Konzept
Anfangs bestand das Konzept daraus, dass Gäste unter fadenscheinigen Begründen per Sprachnotiz am Anfang des Podcasts die gemeinsame Podcastaufnahme abgesagt haben, welche im Anschluss Thema des Podcasts sind. Die nicht erschienenen Gäste und ihr Schaffen wurden am Anfang des Podcasts erwähnt und behandelt. Anschließend wurden beispielsweise Kategorien ausgeführt oder über für die Podcaster aktuelle Themen gesprochen. Seit der Folge „Naturreis, Schulhoferinnerungen und Verschwörungstheorien“ vom 8. Mai 2020 gibt es keine Gäste mehr, auf denen die Folgen basieren und der Inhalt variiert sehr stark. Die Themen werden durch die Moderatoren frei gewählt, dabei sind dies meist Themen, die die Moderatoren über die Woche beschäftigten. Das können persönliche Erlebnisse oder auch aktuelle Nachrichten sein. Häufig werden aktuelle politische Geschehnisse kommentiert. Diese werden sarkastisch, satirisch und mit eigenen Meinungen der Moderatoren kommentiert.
Eine Struktur wird durch viele wiederkehrende Rubriken gewahrt.

## Rubriken
Es wurden im Laufe der Folgen verschiedene Rubriken eingeführt, die unregelmäßig in den Folgen auftauchen, unter anderem:
- Der politische Salon
- Die Cliche-Kiste
- Stiftungwarentill - mit Moritz Neumeier
- Sachen, die nach Fakten klingen
- Cooles Deutsch für coole Anfänger*innen
- Mach’s geil - mit Till Reiners
- Beauty, Fashion, Food
- Dornige Chancen
- Boomerlicious

## Gäste
- Michel Abdollahi
- Katrin Bauerfeind
- Giulia Becker
- Helene Bockhorst
- Tino Bomelino
- Hazel Brugger
- Casper
- Fatih Çevikkollu
- Funny van Dannen
- Theresia Enzensberger
- Fettes Brot
- Julius Fischer
- Katjana Gerz
- Till Hagen
- Julian Heun
- Juse Ju
- Fynn Kliemann
- Marc-Uwe Kling
- Zora Klipp
- Felix Lobrecht
- Das Lumpenpack
- Marteria
- Marie Meimberg
- Sophie Passmann
- Revolverheld
- Patrick Salmen
- Sebastian 23
- Nico Semsrott
- Shahak Shapira
- Visa Vie
- Jan Philipp Zymny

## Sendeplätze
- Radio Fritz (Seit April 2018)[5]
- Rundfunk Berlin Brandenburg (Seit April 2018)[5]
- N-JOY Radio (März 2018 bis September 2020)[6]

## Spezialfolgen
Bei einem der beiden Live-Auftritte im Hamburger Grünspans im Rahmen des Podcastfestivals 2019 in Hamburg, waren Ariana Baborie und Laura Larsson des Podcasts Herrengedeck als Gäste gemeinsam mit Reiners und Neumeier auf der Bühne.
Von Januar 2020 bis März 2020 erschienen wöchentlich zwei Folgen.
Im Sommer 2021 erschienen außerdem zwei audiovisuelle Folgen eines Sonderformats mit Gästen („Talk mit Gast“). Die erste Folge mit Moderatorin und Podcasterin Ariana Baborie, die zweite Folge mit dem Politiker Erik Marquardt.
Im Jahr 2024 wurden zwei Folgen vor Publikum aufgezeichnet. In der am 9. Mai erschienenen Folge war die Podcasterin Paulina Krasa (Mordlust) zu Gast. Am 04. Juli erschien die Folge mit der Podcasterin, Moderatorin und Journalistin Salwa Houmsi (Hotz & Houmsi, Aspekte, 13 Fragen).

## Rezeption
Die FAZ bezeichnete Ende Juni 2019 Talk ohne Gast als einen „der erfolgreichsten Laberpodcasts“ „neben Gemischtes Hack und Fest & Flauschig“.